# Премия Гильдии продюсеров США
Премия Гильдии продюсеров США (англ. Producers Guild of America Award, также известна просто как PGA) — ежегодная награда, вручаемая за выдающиеся достижения в кинематографе и телевидении гильдией продюсеров Америки с 1990 года по настоящее время. Вручение наград в разные годы проводили такие персоны как Рональд Рейган, Тед Тёрнер, Гарри Маршалл, Джек Леммон, Майкл Дуглас, Ширли Маклейн, Марло Томас и т.д, а сама церемония ежегодно проводится во второй половине января.

## Категории премии

### Кино
- Лучший театральный фильм
- Лучший анимационный фильм
- Лучший документальный фильм
- Премия имени Стэнли Крамера  вручается  с 2002 года «фильмам, которые показывают провокационные социальные проблемы».

### Телевидение
- Лучший эпизод комедийного сериала
- Лучший эпизод драматического сериала
- Лучший телевизионный проект, длинная форма (вручалась с 1994 по 2017 год). В этой категории номинироваться могли телевизионные фильмы, мини-сериалы и телевизионные антологии. Начиная с 2018 года, была разделена на две категории[2][3]:
  - Лучший мини-сериал
  - Лучший телевизионный фильм или фильм, выпущенный потоковым сервисом